# Станкова

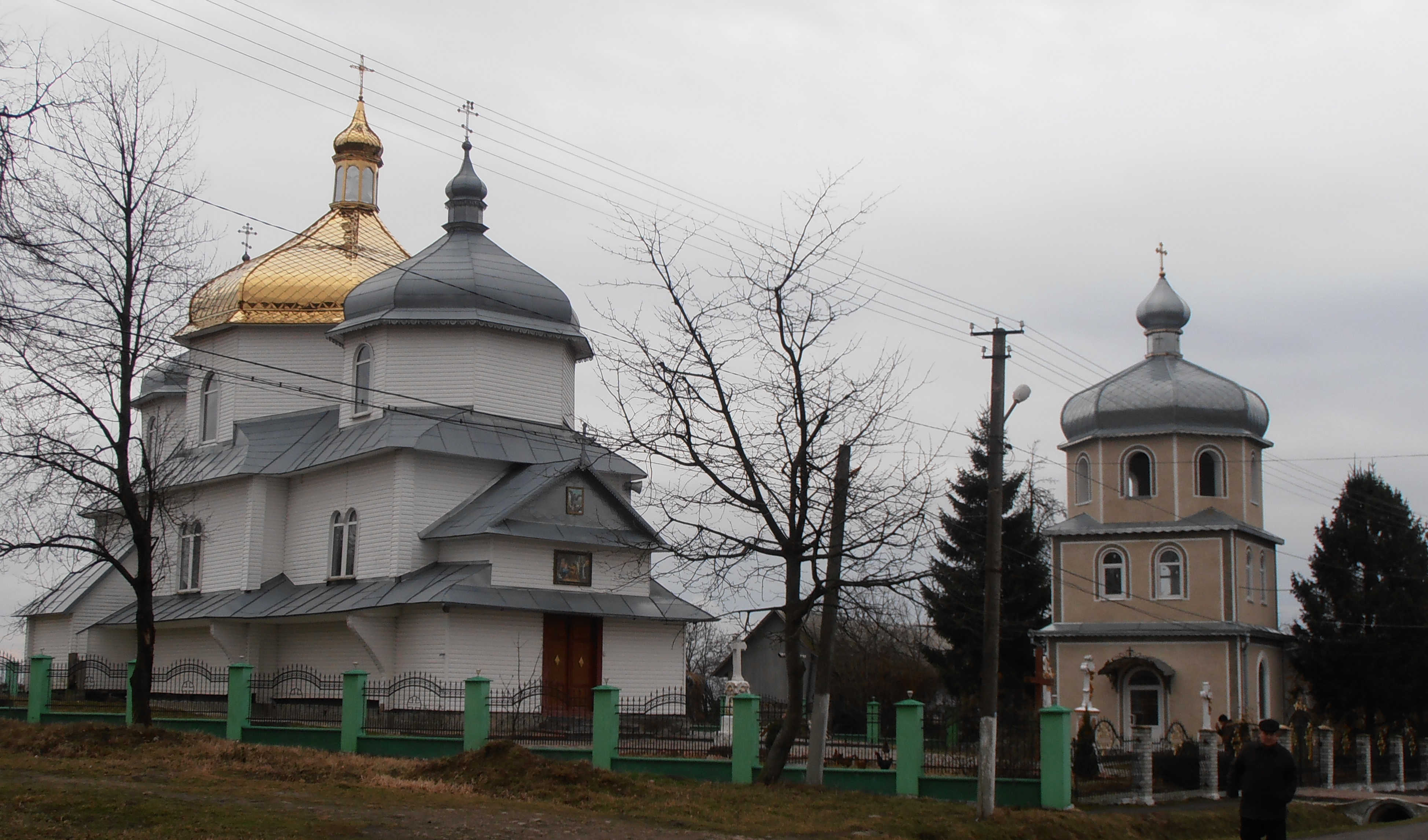
Греко-католическая церковь в селе

Станкова́ (укр. Станькова) — село в Верхнянской сельской общине Калушского района Ивано-Франковской области Украины.
Население по переписи 2001 года составляло 1266 человек. Занимает площадь 17,35 км². Почтовый индекс — 77321. Телефонный код — 03472.